# Mesosa bifasciatipennis
Mesosa bifasciatipennis là một loài bọ cánh cứng trong họ Cerambycidae.